# Наумов Володимир Наумович
Наумов Володимир Наумович (рос. Наумов Владимир Наумович; 6 грудня 1927 — 29 листопада 2021) — радянський і російський кінорежисер, сценарист, актор, продюсер, педагог. Заслужений діяч мистецтв РРФСР (1965). Народний артист РРФСР (1974). Народний артист СРСР (1983). Лауреат Державної премії СРСР (1985). Лауреат ряду міжнародних фестивалів і кінопремій.

## Життєпис
Народився 6 грудня 1927 р. в Ленінграді в родині кінооператора Наума Соломоновича Наумова-Стража (1898—1957) та акторки Камерного театру Агнії Василівни Бурмистрової (1906—1973).
Закінчив режисерський факультет Всесоюзного державного інституту кінематографії(1951, курс І. Савченка).
Ще студентом був асистентом-практикантом і зіграв роль лейтенанта у фільмі І. Савченка «Третій удар» (1948), а згодом — асистентом цього ж режисера у кінокартині «Тарас Шевченко» (1951), яку завершував після його смерті.
Працював в Україні разом з Олександром Аловим (після смерті якого зняв фільм «Алов», у 1985 році) над стрічкою «Вогні над Дніпром» (1952), поставив кінокартини: «Тривожна молодість» (1954, за мотивами трилогії «Стара фортеця» Володимира Бєляєва; Київська студія художніх фільмів), «Павло Корчагін» (1956, Київська студія художніх фільмів).
З 1957 р. — режисер кіностудії «Мосфільм».
З 1987 року — керівник кіностудії «Союз» (кіноконцерн «Мосфільм»).
З 1980 року — керівник майстерні ВДІКу, з 1986 року — професор. Веде майстерню режисури ігрового кіно у Всеросійському інституті перепідготовки та підвищення кваліфікації працівників кінематографії Держкіно Росії (ВІППК).
З 1976 року — секретар правління Спілки кінематографістів СРСР. Перший президент Національної академії кінематографічних наук і мистецтв (з 2002), член Європейської кіноакадемії, секретар Союзу кінематографістів Росії, генеральний директор компанії «Союз Навона» (з 1987), член правління кіноконцерну «Мосфільм».
Почесний член Російської академії мистецтв.

### Особисте життя
- Перший шлюб (до 1964) — Ельза Леждей (1933, Севастополь — 2001, Москва), радянська і російська актриса театру і кіно. Заслужена артистка РРФСР (1974).
  - Син — Олексій (нар. 1962)
    - Онук — Володимир Наумов, кінодраматург.
- Другий шлюб (з 1974) — Наталія Бєлохвостикова (нар. 1951), радянська і російська кіноактриса. Народна артистка РРФСР (1984). Лауреат двох Державних премій СРСР (1971, 1985).
  - Дочка — Наталія Наумова (нар. 1974), кінорежисерка і кіноактриса.
    - Прийомний син — Кирило Бєлохвостиков-Наумов (нар. 2004).

## Фільмографія

### Актор
- «Третій удар» (1948, молодий лейтенант)
- «Гори, гори, моя зоре» (1969, штабс-капітан)
- «Крадіжка» (1970, Абалін)
- «Годинник без стрілок» (2001, епізод)
- «Джоконда на асфальті» (2007, «мама»)

### Сценарист
- «Вітер» (1959, у співавт. з О. Аловим)
- «Мир тому, хто входить» (1961, у співавт. з О. Аловим)
- «Монета» (1962, у співавт. з О. Аловим)
- «Поганий анекдот» (1966, у співавт. з О. Аловим та Л. Зоріним)
- «Біг» (1970, у співавт. з О. Аловим; за мотивами творів Михайла Булгакова «Біг», «Біла гвардія» і «Чорне море»)
- «Карнавал» (1972, у співавт. з О. Аловим)
- «Як гартувалась сталь» (1973–1975, у співавт. з О. Аловим; кіностудія ім. О. Довженка)
- «Легенда про Тіля» (1976, у співавт. з О. Аловим; за мотивами роману Шарля де Костера)
- «Тегеран-43»/Teheran 43/Téhéran 43 (1980, у співавт. з М. Шатровим та О. Аловим)
- «Пригоди графа Невзорова» (1982, у співавт. з О. Аловим)
- «Берег»/The Shore/Das Ufer (СРСР—ФРН) (1983, у співавт. з О. Аловим; за однойменним твором Юрія Бондарева)
- «Вибір» (1987, у співавт. з Ю. Бондаревим)
- «Закон» (1989, у співавт. з О. Аловим та Л. Зоріним)
- «Десять років без права листування» (1990, у співавт. з О. Кабаковим)
- «Біле свято» (1994, у співавт.; фільм-притча за мотивами повісті Тоніно Гуерра «Сто птахів»)
- «Годинник без стрілок» (2001, у співавт. з Г. Кушниром та Тоніно Гуерра)
- «Джоконда на асфальті» (2007, у співавт. з Тоніно Гуерра)
- «В Росії йде сніг» (2010, не був завершений)

### Режисер-постановник
- «Тарас Шевченко» (1951, завершував у співавт. з О. Аловим після смерті І. Савченка)
- «Тривожна молодість» (1954, у співавт. з О. Аловим; Київська студія художніх фільмів)
- «Павло Корчагін» (1956, у співавт. з О. Аловим; Київська студія художніх фільмів)
- «Вітер» (1959, у співавт. з О. Аловим)
- «Мир тому, хто входить» (1961, у співавт. з О. Аловим; МКФ у Венеції 1961, спеціальний приз журі)
- «Монета» (1962, у співавт. з О. Аловим)
- «Поганий анекдот» (1966, у співавт. з О. Аловим)
- «Біг» (1970, у співавт. з О. Аловим; за мотивами творів Михайла Булгакова «Біг», «Біла гвардія» і «Чорне море»)
- «Легенда про Тіля» (1976, у співавт. з О. Аловим; за мотивами роману Шарля де Костера. Всесоюзний кінофестиваль 1978, Спеціальний приз журі.)
- «Тегеран-43»/Teheran 43/Téhéran 43 (1980, у співавт. з О. Аловим; лідер радянського прокату 1981 року. МКФ в Москві (1981): Приз Товариства «Батьківщина» та Золотий приз. Всесоюзний кінофестиваль (1981): Головний приз.)
- «Берег» (1983, у співавт. з О. Аловим)
- «Алов» (1984, документальний фільм)
- «Вибір» (1987)
- «Закон» (1989)
- «Десять років без права листування» (1990)
- «Біле свято» (1994, фільм-притча за мотивами повісті Тоніно Гуерра «Сто птахів».)
- «Годинник без стрілок» (2001)
- «Джоконда на асфальті» (2007)
- «Казка про царя Салтана» (2012, у співавт. з Н. Наумовою; не був завершений)

### Продюсер
- «Біле свято» (1994)
- «Годинник без стрілок» (2001)
- «Рік коня: Сузір'я Скорпіона» (2004)
- «Джоконда на асфальті» (2007)
- «В Росії йде сніг» (2010, не був завершений)

## Фестивалі та премії
- 1961 — Венеційський кінофестиваль: Спеціальний приз журі (Премія Пазінетті) (1961 «Мир тому, хто входить»)
- 1978 — Всесоюзний кінофестиваль: Спеціальний приз журі (1976 «Легенда про Тіля»)
- 1981 — Московський міжнародний кінофестиваль: Приз Товариства «Батьківщина» (1980 «Тегеран-43»)
- 1981 — Всесоюзний кінофестиваль: Головний приз (1980 «Тегеран-43»)
- 1981 — Московський міжнародний кінофестиваль: Золотий приз (1980 «Тегеран-43»)
- 1985 — Державна премія СРСР (1984 «Берег»)
- 1984 — Всесоюзний кінофестиваль: Головний приз і Диплом (1984 «Берег»)
- 1995 — МКФ в Ріміні: Приз „Амаркорд“ (1994 «Біле свято»)
- 2001 — КФ російських фільмів в Онфлері: Почесний диплом (2001 «Годинник без стрілок»)
- 2007 — Премія «Золотий орел»: За видатний внесок в кінематограф.
- та інші...